# Lorenz Werthmann
Lorenz Werthmann (Geisenheim, 1. listopada 1858. – Freiburg, 10. travnja 1921.), njemački katolički svećenik i utemeljitelj Njemačkoga Caritasa (njem.  Deutsche Caritasverband), prve Caritasove organizacije u svijetu.
Gimnaziju pohađa u Hadamaru. Studira na Germanicumu u Rimu, gdje doktorira filozofiju i bogoslovlje. U Rimu je 1883. zaređen za svećenika. Nakon službe u frankfurtskoj Katedrali sv. Bartolomeja bio je osobnim tajnikom limburških biskupa Petera Josefa Bluma i Christiana Roosa. Dana 9. studenoga 1897. osniva u Kölnu Karitativno društvo za katoličku Njemačku (njem. Caritasverband für das katholische Deutschland), od 1921. poznatije pod nazivom Njemački Caritas (njem. Deutscher Caritasverband). 
Njegovo načelo u karitativnomu radu glasilo je: „Organisieren, Studieren, Publizieren“ tj. „ustrojiti, izučiti, objaviti”. Od 1895. do svoje smrti 1921. izdavao je novine Caritas. Bio je članom Društva za Nijemce u inozemstvu i Udruženja katoličkih studentskih udruga »Unitas«. Zalagao se za slanje misionara u tadašnje njemačke kolonije.
Trg u Freiburgu (Werthmannplatz) i ulica u kölnskoj četvrti Lindentahl nose njegovo ime.

## Vanjske poveznice
|  | Zajednički poslužitelj ima još gradiva o temi Lorenz Werthmann |